# Morte di Ayrton Senna

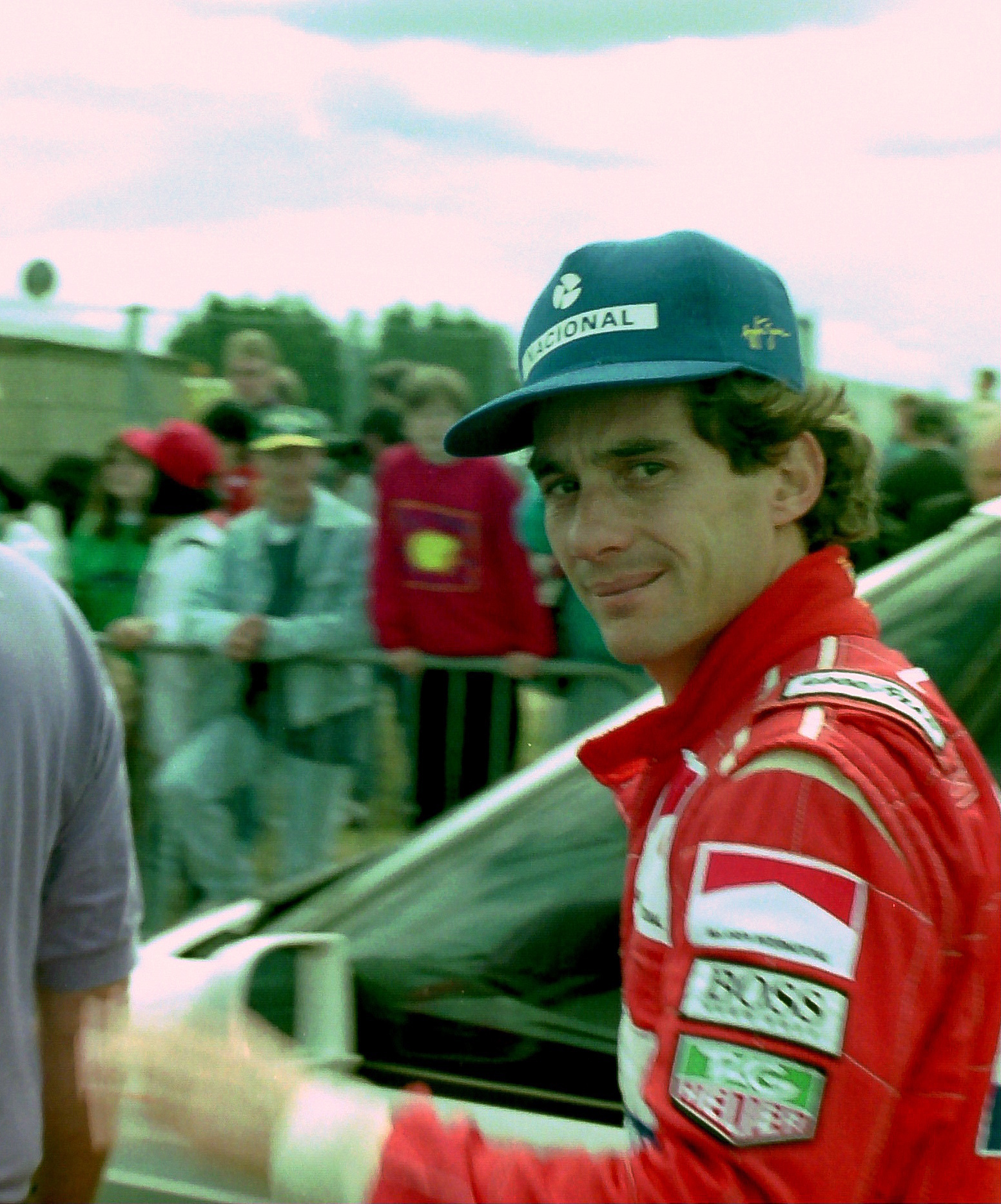
Senna nel paddock prima del GP di Gran Bretagna 1993

La morte di Ayrton Senna è avvenuta alle ore 18:40 del 1º maggio 1994 all'ospedale Maggiore di Bologna, a causa delle ferite riportate nell'incidente occorso durante il Gran Premio di San Marino del 1994 sul Autodromo Enzo e Dino Ferrari di Imola.

## L'incidente e la morte
Anche nella terza prova del mondiale, il Gran Premio di San Marino, Senna conquista la pole position, la terza di fila, ma a caratterizzare la gara sarà ben altro. Le prove, incominciate sotto pessimi auspici con l'incidente di Rubens Barrichello alla variante bassa il venerdì, senza gravi conseguenze e funestate il sabato dall'incidente mortale di Roland Ratzenberger alla curva Villeneuve, segneranno profondamente lo stato d'animo di Ayrton tanto da indurlo a correre con la bandiera austriaca nella monoposto, da sventolare in caso di vittoria in segno di solidarietà (la bandiera fu poi rinvenuta all'interno dei resti della Williams dopo l'incidente, intrisa del sangue del pilota brasiliano).

Senna discute con il medico del circus, Sid Watkins, dopo l'incidente mortale di Roland Ratzenberger nelle qualifiche di Imola, 30 aprile 1994

Nella notte dopo le prove cronometrate, il piantone dello sterzo della sua monoposto era stato modificato e allungato, dopo la sua richiesta di migliorare la visibilità della strumentazione e per migliorare la guida del mezzo in quanto le nocche del pilota toccavano l'abitacolo. La corsa comincia con un incidente alla partenza tra JJ Lehto e Pedro Lamy, in cui i rottami delle vetture provocarono il ferimento di alcuni spettatori. La safety car, entrata in pista a seguito dell'incidente, vi rimane fino alla fine del 5º giro.
Dopo la ripartenza, durante il 7º giro, alle 14:17 Senna esce di pista ad altissima velocità (superiore ai 300 km/h) alla curva del Tamburello a causa del cedimento del piantone dello sterzo recentemente modificato. La saldatura si dimostra insufficiente a reggere le sollecitazioni della gara, togliendo completamente al pilota il controllo della vettura nell'impegnare la curva. Infatti secondo la perizia che venne effettuata al microscopio elettronico dell’Università di Bologna, evidenziò che il piantone dello sterzo era rotto al 60% a causa degli sforzi di torsione e flessione compiuti dal piantone.

La curva del Tamburello evidenziata con un cerchio rosso, punto dove è avvenuto l'incidente

Secondo invece la perizia dell'Alenia per conto della Williams (tesi poi smentita in sede processuale), non fu la saldatura a cedere ma il raccordo dello sterzo con i leveraggi delle ruote; questo però solo dopo la collisione, che sarebbe avvenuta per l'instabilità della vettura causata dal cattivo rifacimento del manto stradale.
In ogni caso Senna, passeggero di una vettura praticamente ingovernabile, dapprima rilasciò l'acceleratore, riducendone la pressione di circa il 40%, in seguito frenò violentemente provocando una decelerazione in circa 4 g (come si vede anche dalle immagini riprese dalla videocamera montata sulla monoposto), ma non riuscì a evitare il muro a bordo pista. L'impatto che avvenne a 211 chilometri orari fu tremendo, coinvolgendo la parte anteriore destra della monoposto, e fu reso ancor più letale da un gradino d'asfalto coperto d'erba all'ingresso della via di fuga, che fece sobbalzare la vettura facendole conservare la velocità. Il puntone della sospensione anteriore destra, spezzatosi, penetrò nella visiera del casco del pilota dal bordo superiore causandogli lo sfondamento della regione frontale destra e provocando lesioni che si riveleranno fatali; all'arrivo dei soccorsi Senna respirava ancora autonomamente ma era entrato in coma, perso molto sangue per la lacerazione dell'arteria temporale sopra all'occhio destro, e presentava una midriasi estrema, segno di grave compromissione cerebrale. Dopo i primi soccorsi a bordo pista prestati dall'équipe medica guidata dal medico della FIA Sid Watkins, che gli effettuò una tracheotomia d'urgenza, fu deciso di trasportare il pilota via elisoccorso direttamente al centro traumi di riferimento, presso l'Ospedale Maggiore di Bologna su un elicottero del servizio 118; questa tipologia di soccorso è stata unica nella storia automobilistica in quanto altri casi del genere, anche successivamente, sono stati solitamente gestiti con il trasporto all'ospedale da parte dell'elicottero sanitario del circuito.

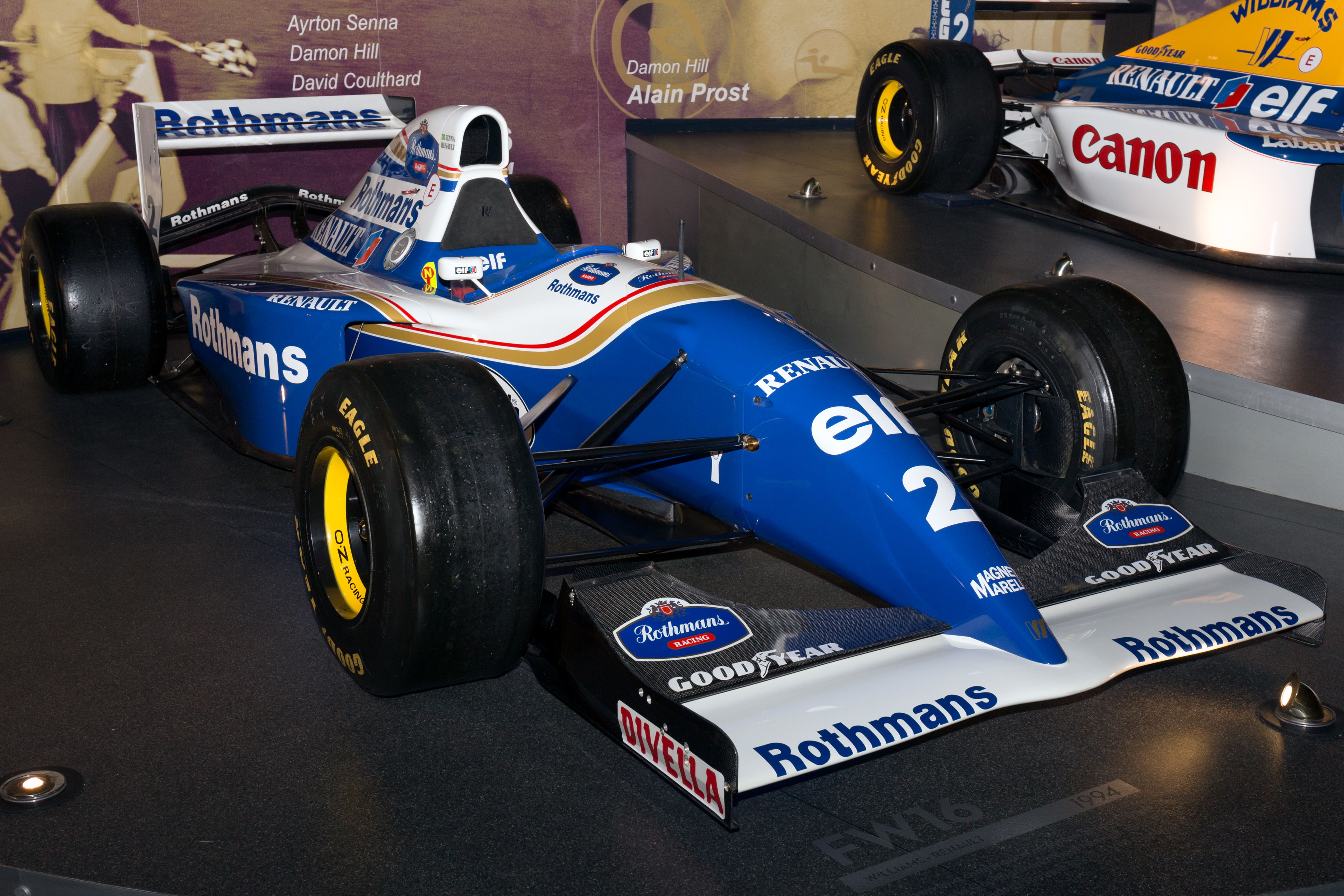
Una Williams FW16 (progettata da Newey), con cui Senna ha avuto l'incidente

Nel frattempo, durante il regime di safety car, Érik Comas era rientrato con la sua Larrousse nella pit lane per sistemare un problema causato da un contatto nel primo giro; poco dopo l'atterraggio dell'eliambulanza sulla pista, Comas uscì dai box e, per un problema di comunicazione con il suo equipaggio, rientrò in gara, già sospesa dalla bandiera rossa: i commissari di gara cercarono di fargli segnalazioni mentre si avvicinava al Tamburello apparentemente ignaro di ciò che stava accadendo: il pilota francese dovette frenare bruscamente per evitare la collisione con l'elicottero.
Il fotografo Angelo Orsi, collaboratore del settimanale Autosprint e amico di Ayrton, è stato l'unico a scattare una foto in cui è visibile il volto del pilota dopo i primissimi soccorsi successivi all'incidente; tuttavia egli ha deciso di non pubblicare né mostrare a nessuno tale foto, decidendo di distruggerla appena giunto in redazione.
All'Ospedale Maggiore di Bologna il pilota venne ricoverato nel reparto di rianimazione, dove si accertò che il danno più rilevante era il trauma cranico provocato proprio dal puntone della sospensione e che il paziente era in morte cerebrale. Tale condizione clinica non fu tuttavia sufficiente per dichiarare la sua morte: la recentissima legge italiana relativa alla constatazione di decesso (legge 29 dicembre 1993, n. 578) non era infatti ancora entrata nella pratica clinica e pertanto l'équipe medica dovette attendere la cessazione delle funzioni cardiache. In punto di morte, su richiesta del fratello, un sacerdote cattolico impartì a Senna l'estrema unzione e il pilota spirò alle 18:40, senza aver mai ripreso conoscenza; aveva 34 anni.

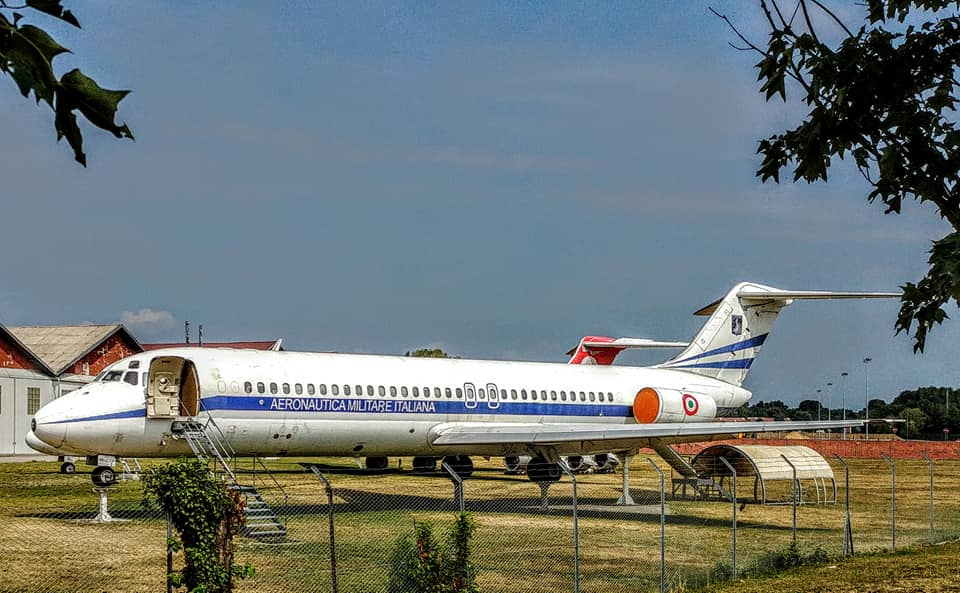
Il DC-9 presidenziale che da Bologna volò a Parigi con a bordo il feretro di Senna; è ora esposto al Parco e Museo di Volandia

Poche ore dopo, la magistratura italiana ordinò l'autopsia sul corpo del campione, che fu eseguita il 3 maggio dichiarando la causa del decesso nello "schiacciamento cerebrale, trauma cranio-cerebrale basale con arresto cardiocircolatorio" e non individuò altri danni fisici di particolare gravità. Ciò è spiegabile con il fatto che l'angolo d'impatto, di soli 22°, aveva permesso una progressiva dissipazione dell'energia cinetica prima contro il muretto e quindi nella via di fuga in cemento: analoghi incidenti ad alta velocità nello stesso punto – come quello di Nelson Piquet nel 1987, quello di Gerhard Berger nel 1989, quello di Michele Alboreto nel 1991 o quello di Riccardo Patrese nel 1992 – si erano tutti risolti senza particolari traumi da decelerazione.

## Dopo la morte
In Brasile furono proclamati tre giorni di lutto nazionale mentre, a seguito delle indagini sulla morte, il circuito di Imola fu posto sotto sequestro. Molte migliorie a livello tecnico sarebbero state in seguito apportate, dopo che in un primo momento la Federazione aveva varato un piano d'emergenza per il prosieguo della stagione.

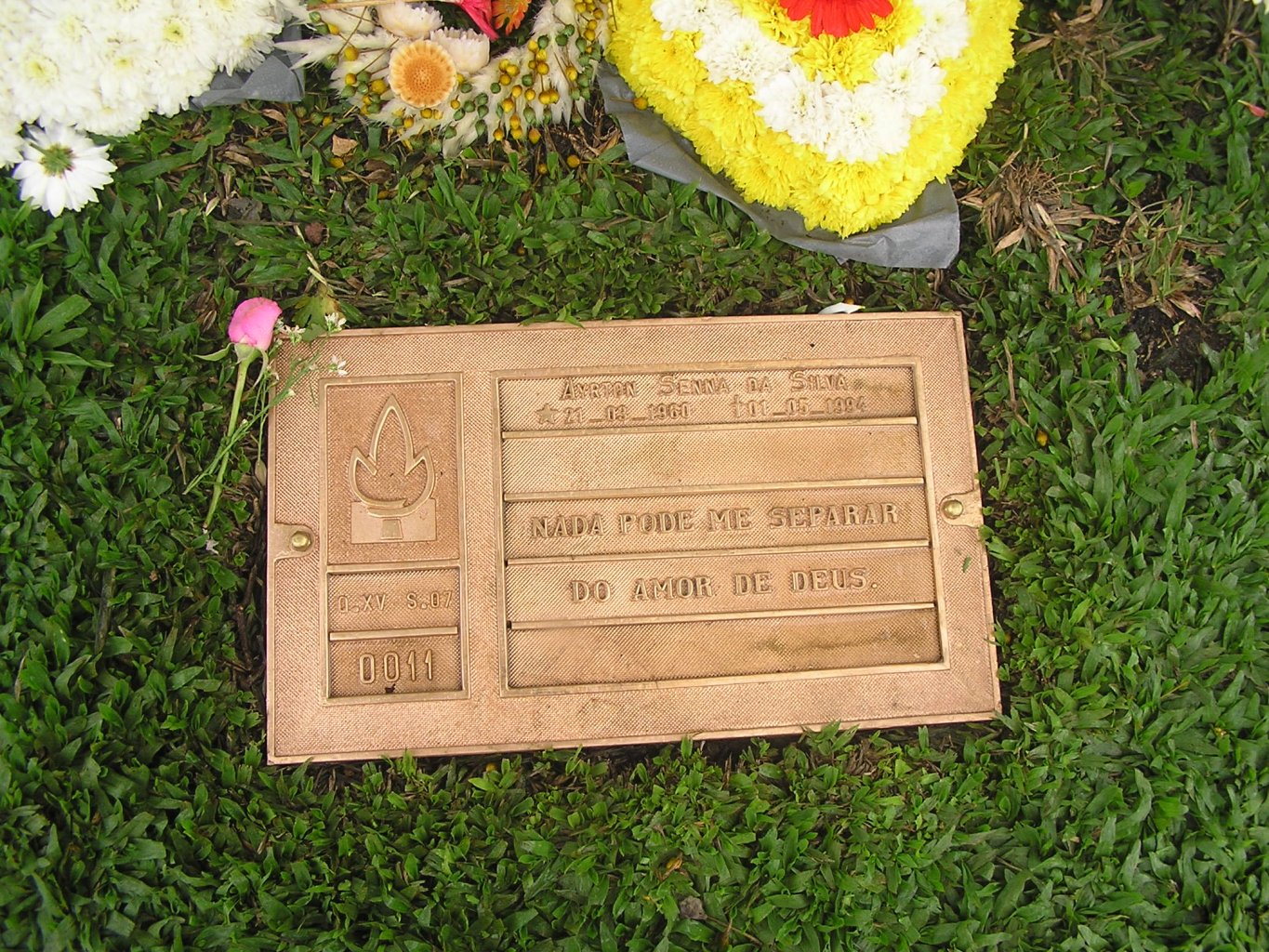
Tomba di Senna

Il rientro del corpo di Senna in Brasile, sollecitato dall'allora Presidente della Repubblica brasiliana al suo omologo italiano, avvenne con un volo sull'aereo presidenziale italiano sino a Parigi e da lì a San Paolo su un McDonnell Douglas MD-11 per conto della Varig, nel quale – per esplicita decisione del comandante dell'aereo – la bara non venne inserita in stiva ma in cabina, in uno spazio ricavato dalla rimozione di alcuni sedili passeggeri. Durante il volo il giornalista Livio Oricchio, connazionale del pilota, e altri amici restarono sempre vicino al feretro.
Dopo i funerali di Stato, la salma venne inumata nel cimitero di Morumbi, nella città natale di San Paolo, il 5 maggio 1994. Sedici fra amici, rivali ed ex piloti lo accompagnarono al luogo della sepoltura: Wilson, Emerson e Christian Fittipaldi, Roberto Moreno, Rubens Barrichello, Raul Boesel, Alain Prost (che aveva seguito la gara di Imola come commentatore per TF1), Jackie Stewart, Johnny Herbert, Thierry Boutsen, Gerhard Berger, Michele Alboreto, Hans-Joachim Stuck, Derek Warwick, Damon Hill e Maurizio Sandro Sala, rivale di Ayrton ai tempi dei kart.
Il 26 aprile 1997 un monumento in memoria del pilota fu eretto all'interno della curva del Tamburello, pressappoco nel punto in cui Ayrton ebbe l'incidente mortale; la statua, alta circa due metri e realizzata dallo scultore Stefano Pierotti di Pietrasanta (LU), è un corpo bronzeo che poggia su un prezioso basamento di marmo grigio e pesa quasi 380 chilogrammi. Fu commissionata dal comune di Imola, proprietario dell'autodromo, e dalla Sagis, la società che all'epoca aveva in gestione l'impianto.

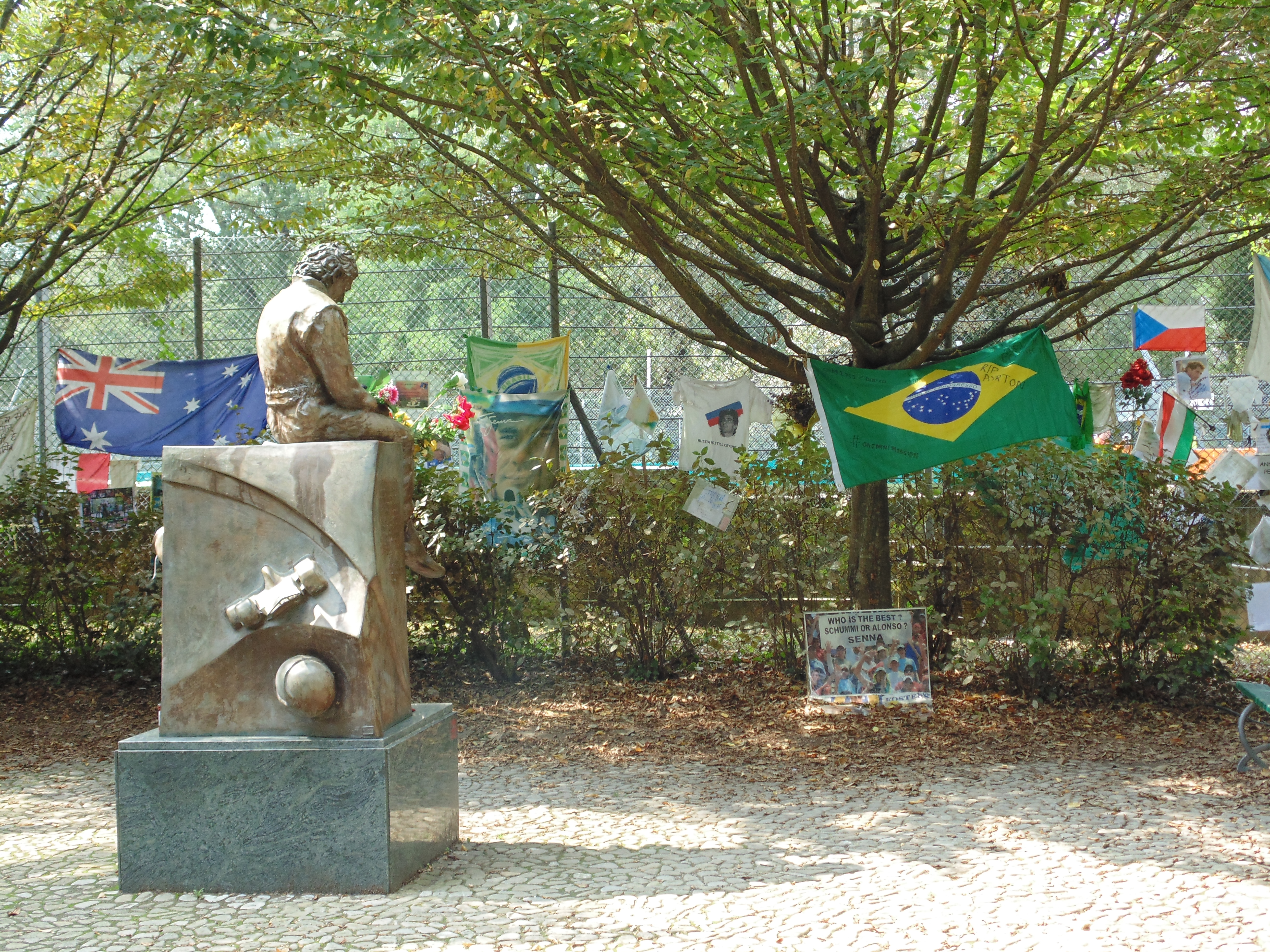
Monumento e memoriale fuori alla curva del Tamburello all'interno dell'autodromo di Imola

Dopo il tragico incidente, tutti i circuiti di Formula 1 furono oggetto di controlli e, ove necessario, di revisioni dei tracciati per garantire maggior sicurezza ai piloti. La curva del Tamburello in particolare fu modificata e, nel tratto centrale, sostituita con una variante.
Furono anche prese misure, sia immediate sia a lungo termine, per aumentare la sicurezza delle vetture e diminuirne le velocità, tanto che dopo l'incidente di Senna per 20 anni non ci sono stati più incidenti mortali in Formula 1, fino al Gran Premio del Giappone 2014, nel quale Jules Bianchi andò a sbattere contro una gru presente a bordo pista per rimuovere una vettura incidentata e morì dopo nove mesi di coma il 18 luglio 2015.

### Il processo

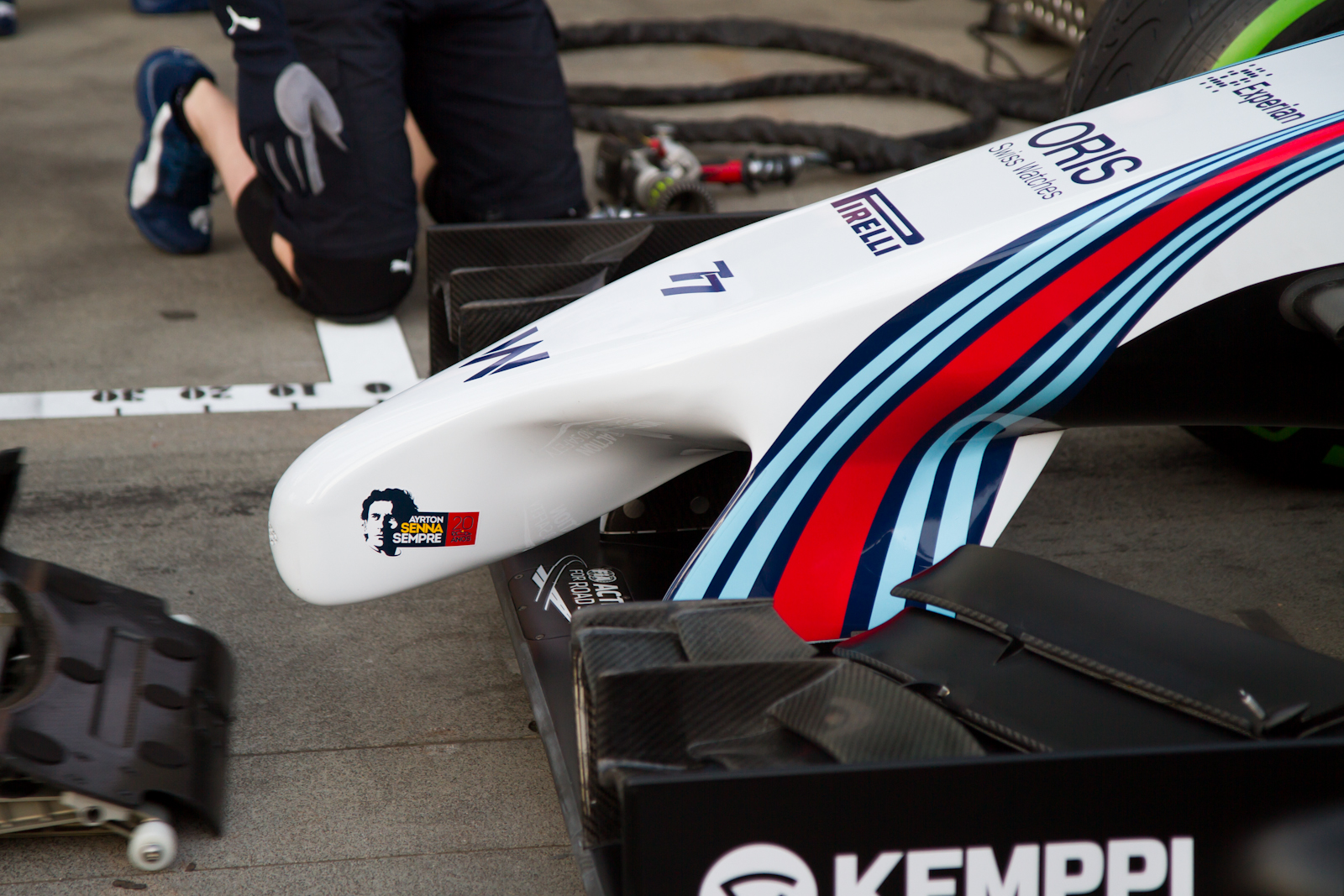
Il logo "Ayrton Senna sempre" sul musetto delle monoposto Williams nel 2014, ventennale della scomparsa del pilota. Le vetture Williams hanno tutte recato un logo simile fino al 2021.

Il processo sulla morte di Senna iniziò il 20 febbraio 1997 e nel 2005 portò all'assoluzione – in tutti i tre gradi di giudizio – sia del patron della Scuderia Frank Williams, sia del progettista della vettura Adrian Newey. La corte d'appello di Bologna il 27 maggio pronunciò sentenza di non luogo a procedere in merito alla richiesta di assoluzione del direttore tecnico del team Patrick Head. Questi infatti era già stato riconosciuto colpevole di omicidio colposo, reato per il quale non era condannabile poiché a sua volta estinto per prescrizione. La Corte di cassazione nell'aprile 2007, dopo il ricorso di Head per ottenere l'assoluzione piena, confermò il giudizio d'appello ribadendo che la Corte d'appello di Bologna "con motivato giudizio, ha accertato che la causa dell'incidente era riconducibile alla rottura del piantone dello sterzo, che questa era stata causata dalle modifiche male progettate e male eseguite, che tali erronee modifiche andavano ricondotte ad un comportamento colposo, commissivo ed omissivo, di Head, e che l'evento era prevedibile ed evitabile" e sul ricorso di Head ha evidenziato che "dagli atti non emergono in modo evidente ed assolutamente non contestabile circostanze che escludano l'esistenza del fatto, o la sua rilevanza penale".
Il processo consentì comunque di portare alla luce numerose anomalie nell'atteggiamento della Williams e della Federazione, come ad esempio la misteriosa sparizione delle centraline elettroniche della FW16 o la cancellazione degli ultimi fotogrammi della camera-car di Senna.